# What the Deaf Man Heard
What the Deaf Man Heard (titulada La mentira del silencio en España) es una película estadounidense de televisión de 1997 dirigida por John Kent Harrison y con actuación de Matthew Modine, Claire Bloom, Judith Ivey, James Earl Jones, Tom Skeritt, Frankie Muniz, Bernadette Peters, Jake Weber, Anne Bobby, Halee Hirsh y Jerry O'Connell. La película se estrenó el 23 de noviembre de 1997 en la cadena CBS.  

## Sinopsis
Georgia, 1945. Sammy (Frankie Muniz) es un joven de 10 años que emprende un imprevisto viaje en autobús con su madre Helen (Bernadette Peters) por motivos desconocidos, sin embargo en una parada de bus esta es asesinada y aparentemente violada. Sammy despierta en una ciudad desconocida y siguiendo el consejo de su madre acerca de no hablar con extraños decide fingir que es sordomudo.

## Reparto
- Matthew Modine - Sammy Ayers
- Claire Bloom - Sra. Tynan
- Judith Ivey - Lucille
- James Earl Jones - Archibald Thacker
- Tom Skerritt - Norm Jenkins
- Frankie Muniz - Sammy de niño
- Bernadette Peters - Helen Ayers
- Jake Weber - Tolliver Tynan
- Anne Bobby - Tallassee Tynan
- Hallee Hirsh - Tallassee de niña
- Jerry O'Connell - Reverendo Perry Ray Pruitt

- Datos: Q12132407